# Jardim de Angicos
Jardim de Angicos este un oraș în Rio Grande do Norte (RN), Brazilia.